# Six Organs of Admittance

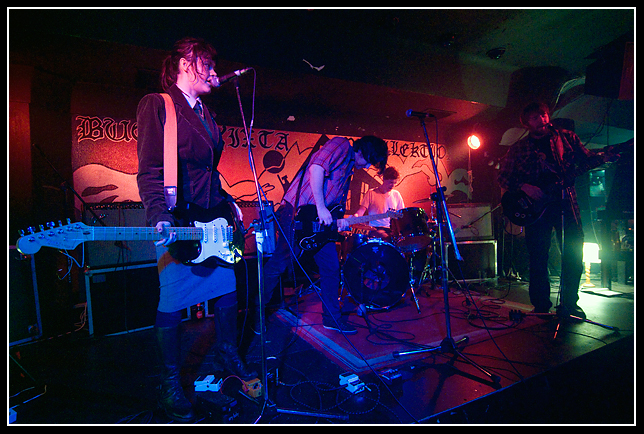
Concert de Six Organs of Admittance en 2009.

Six Organs of Admittance est le projet principal du guitariste Ben Chasny. Sa musique comprend des sonorités de la musique orientale, notamment des percussions, tout en gardant la guitare comme corps principal.

## Discographie

### Albums studio
- 1998 : Six Organs of Admittance
- 2000 : Dust and Chimes
- 2002 : Dark Noontide
- 2003 : Compathia
- 2003 : For Octavio Paz
- 2003 : Nightly Trembling
- 2005 : School of the Flower
- 2006 : The Sun Awakens
- 2007 : Shelter from the Ash
- 2009 : Luminous Night
- 2011 : Asleep on the Floodplain
- 2012 : Ascent
- 2015 : Hexadic
- 2015 : Hexadic II
- 2017 : Burning the Threshold
- 2020 : Companion Rises
- 2021 : The Veiled Sea
- 2024 : Time is Glass

### Collaborations
avec Shackleton
- 2024 : Jinxed by Being